# Milutin Dragićević
Milutin Dragicevic  (født 21. april 1983 i Sabac, Serbien) er en serbisk håndboldspiller, som spiller til daglig i danske Bjerringbro-Silkeborg (BSV). Han er en af verdens bedste stregspillere. 
Han kom til BSV i 2007 fra den rumænske topklub HCM Constanta. 
Milutin Dragicevic scorede i sæsonen 2007-2008 177 mål i 26 kampe. Det er et snit på 6,8 mål pr. kamp. Da BSV skulle møde FCK scorede Milutin Dragicevic 19 mål i 2 kampe. Så Milutin landede på 196 mål. Det er et gennemsnit på 7 mål pr. kamp. Det er bare 4 mål fra at komme i "Klub 200". En klub hvor kun de største målmaskiner er medlem. Milutin er et af de største talenter der findes i hele Europa. Han har skrevet kontrakt med BSV på 3 år. THW Kiel har skrevet kontrakt med Milutin Dragicevic fra 2010.

## Privat
Milutin Dragicevic er gift med Dragana. De har ingen børn.